# Parachondrostoma toxostoma
Parachondrostoma toxostoma se le atribuye el nombre vernáculo de madrilla ya que así es como popularmente se denominaba a Parachondrostoma miegii. Es una especie de pez de cuerpo alargado de la familia Cyprinidae.
Se encuentra en las cuencas de los ríos de la Europa occidental en Francia , Suiza y España, al oeste de las cuencas del Ródano y Loira y afluentes del río Ebro.
Su boca es pequeña, y su labio arqueado. Su dorso es color marrón con tonos ligeramente verdosos, mientras que su vientre es blanco y sus flancos son plateados. Las aletas poseen tonos en la gama del marrón a amarillo 